# Mario Abdo Benítez
Mario Abdo Benítez (ur. 10 listopada 1971 w Asunción) – paragwajski polityk. W latach 2018–2023 prezydent Paragwaju.

## Życiorys
Po ukończeniu szkoły średniej w 1989 wstąpił na służbę do sił zbrojnych Paragwaju, zdobywając specjalizację spadochroniarza. Następnie ukończył studia z zakresu marketingu na  Teikyo Post University w Waterbury w stanie Connecticut. Jego ojciec Mario Abdo senior był sekretarzem prezydenta Alfredo Stroessnera.
Abdo Benitez jest członkiem Partii Colorado, w 2005 wybrany jej wiceprzewodniczącym. W lipcu 2015 wybrany na przewodniczącego paragwajskiego Senatu. W kwietniu 2018 pokonał Efraína Alegre w wyborach prezydenckich stosunkiem głosów 46,46% do 42,73%. Urząd objął 15 sierpnia 2018 i pełnił do 15 sierpnia 2023.